# هنلی-این-آردن
latitudeهنلی-این-آردنlongitudeهنلی-این-آردن
هنلی-این-آردن (به انگلیسی: Henley-in-Arden) یک شهرک در بریتانیا است که در انگلستان واقع شده‌است.

## خصوصیات
هنلی-این-آردن ۲٬۰۱۱ نفر جمعیت دارد.